# Річард II (п'єса)
«Річард II» (англ. Richard II) — історична хроніка англійського письменника Вільяма Шекспіра (1595), охоплює події 1399—1400 років; в його центрі — скидання короля Річарда II й захоплення влади його двоюрідним братом — засновником дому Ланкастерів Генріхом IV, а потім убивство полоненого Річарда. У низці прижиттєвих видань названа трагедією.
У зображенні Шекспіра Річард II — невдалий, слабкий, але упевнений у божественності своєї влади правитель, який доручає владу своїм фаворитам. Однак після того, як його скинули, Річард перетворюється на трагічну фігуру, що викликає співчуття глядача. Дізнавшись про вбивство Річарда II, Генріх IV проклинає його убивцю (попри те, що багато в чому інспірував його).
Інший знаменитий персонаж — батько Болінгброка Джон Гонт, який помирає під час заколоту сина; він втілює англійський патріотизм та протиставляється як честолюбному сину, так і слабкому племіннику. Патріотичний монолог Гонта невдовзі набув популярності, окремо від п'єси.
«Річард II» відкриває тетралогію зрілих історичних часописів Шекспіра, куди входять також «Генріх IV, частина 1», «Генріх IV, частина 2» і «Генріх V». Існує також анонімна п'єса, що дійшла до нашого часу у неповному рукописі під умовною назвою «1-ша частина „Річарда II“: Томас Вудсток» (вперше надруковано лише 1870 року). Події цієї п'єси безпосередньо передують подіям «Річарда II», хоч не всі персонажі збігаються. Деякі дослідники також приписують її Шекспіру, але багато хто рішуче заперечує його авторство чи хоча б участь, вказуючи на сюжетні розбіжності: так, персонаж на ім'я Грін у «Томасі Вудстоку» вбитий, а у «Річарді II» знову з'являється живим; у «Вудстоку» вдова героя отримує покровительство Джона Гонта, а у «Річарді» він їй у цьому відмовляє.
«Річард II» — одна з небагатьох шекспірівських п'єс, яку цілком написано віршами й не містить прозаїчних вставок.
У лютому 1601 року через політично гострий зміст п'єси (скидання короля парламентом) змовник Роберт Девере, 2-й граф Ессекс та його однодумці замовили виставу «Річарда II» (до того часу вийшов з репертуару) в театрі «Глобус». Цей факт згадується в документах суду над Ессексом та іншими змовниками. Актори трупи «Chamberlain's Men» і Шекспір, наскільки відомо, не були покарані за цю виставу. Відомо, що напередодні страти Ессекса вони грали перед Єлизаветою I. Однак лише у 1607—1608 роках, вже за Якова I, п'єса знову починає ставитись й перевидаватись, що може свідчити про тимчасову цензурну заборону.
П'єсу вперше поставлено 1595 року, а незабаром вона набула великої популярності; у 1597—1598 роках вийшли три видання. У другій половині 1600-их років вийшло ще два прижиттєвих окремих видання (кварто) «Річарда II», а одна з постановок 1608 року відбувалася на борті англійського судна «Червоний дракон» поблизу берегів Африки. Текст, опублікований посмертно у Першому фоліо (1623), містить значні відмінності у порівнянні з прижиттєвими версіями.

## Переклад українською
- Вільям Шекспір. Річард II. Переклад з англ: Валентин Струтинський // Вільям Шекспір. Зібрання творів у 6-ти томах: Том 3. Київ: Дніпро, 1985. 574 стор.: С. 82-161

Існує також неопублікований українськомовний переклад шекспірівської п'єси Річард II зроблений Сергієм Борщевським.